# Петровское (Ульяновская область)
Петровское — село в Чердаклинском районе Ульяновской области России. Входит в состав Богдашкинского сельского поселения.

## География
Село находится в западной части Левобережья, в лесостепной зоне, в пределах Низкого Заволжья, на берегах реки Урени, на расстоянии примерно 9 километров (по прямой) к востоку-северо-востоку (ENE) от посёлка городского типа Чердаклы, административного центра района. Абсолютная высота — 81 метр над уровнем моря.
Климат
Климат характеризуется как умеренно континентальный, с тёплым летом и умеренно холодной зимой. Средняя температура воздуха самого тёплого месяца (июля) — 20 °C (абсолютный максимум — 39 °C); самого холодного (января) — −13,8 °C (абсолютный минимум — −47 °C). Продолжительность безморозного периода составляет в среднем 131 день. Среднегодовое количество атмосферных осадков составляет 406 мм. Снежный покров образуется в конце ноября и держится в течение 145 дней.
Часовой пояс
Село Петровское, как и вся Ульяновская область, находится в часовой зоне МСК+1. Смещение применяемого времени относительно UTC составляет +4:00.

## История
Основателем села был отставной майор Петр Петрович Бабкин, который, уйдя со службы в 1800 году, основал на правом берегу реки Урени — сельцо Петровка. На левом берегу реки Урени уже было небольшое селение, которое называлось деревня Верхней Урень Новокунское тож, помещиковых крестьян (часть жителей в 1770-х гг. основали деревню Наяновка)  .  
В 1845 году в селе Петровское была построена каменная Спасская церковь с колокольнею. Перестроена в 1893 году. 
21 ноября в 1861 году в селе Петровском была открыта церковно-приходская школа. В середине 20-х годов XX века церковь закрыли, и долгое время она была складом. В 1960 г. было принято решение о создании из здания церкви сельского клуба. С церкви убрали купола, сломали звонницу, построили крышу и сделали клуб. Он проработал до 2010 года и опять был закрыт.  
В марте 1861 года селения Новокунское, Дмитриево-Помряскино, Языково-Войкино, Рузановка, Петровское вошли в одноименную Петровскую волость. 
В 1860-х гг. часть жителей села Петровское в 5 верстах основали Петровские Выселки. 
К концу XIX века сельцо Новокунское переименовано в Новоконское, имелось 2-е ветряные мельницы. 
В 1928 году село Петровское административный центр Петровского сельского совета, в который входили: Петровка, Новоконское и Лебяжье, имелась школа первой ступени. 
В 1930 году в Петровске был основан колхоз «Свобода», в деревне Новоконская — колхоз «Наш путь».  
За время войны было мобилизовано 220 человек, 148 земляков навсегда остались на полях сражений. 
10 июля 1950 года на базе слияния трёх колхозов — «Свобода» (Петровское), «Наш путь» (Новоконское) и «Красная горка» (Войкино) — было основано коллективное хозяйство «Путь к коммунизму».  
В конце 50-х годах XX века деревня Новоконская вошла в состав села Петровское. Деревня стала улицей Новоконской. 
В 1985 году в селе было построено двухэтажное здание — восьмилетняя школа.  
В 1996 году село Петровское Чердаклинского района — сельский административный центр. Действует колхоз «Путь к коммунизму», имеется школа, клуб, детский сад, медпункт, отделение связи. С 2005 года входит в Богдашкинское сельское поселение. 

## Население
| 1859 | 1889 | 1897 | 1910 | 2010 |
| ---- | ---- | ---- | ---- | ---- |
| 780  | ↗790 | ↘724 | ↗840 | ↘395 |

- В 1859 году в Петровском было 67 дворов, 531 житель; в деревне Новокунское — 41 двор и 344 жителя[13].
- В 1900 г. в селе было 134 двора, 728 жителей[8]; в деревне Новоконское — 50 дворов и 436 жителя[8];

- В 1910 г. в селе было 154 двора, 840 жителей (русские), имелось: церковь, церковно-приходская школа, работали 4 ветряные мельницы и 2 крупообдирочных завода.

- В 1928 году в Петровском было 169 дворов, в Новоконском — 71 двор.

- В 1931 году село Петровское насчитывало 205 домохозяйств с населением в 899 человек обоего пола, а в деревне Новоконская — 89 домов с 449 жителями.

- В 1996 году население 410 человек, преимущественно русские.

- В 2010 году село Петровское насчитывалось 409 жителей, 50% чувашей, 41% русских[6].

Национальный состав
Согласно результатам переписи 2002 года, в национальной структуре населения чуваши составляли 45 % из 380 чел., русские — 44 %.